# North Druid Hills
North Druid Hills ist  ein census-designated place (CDP) im DeKalb County im US-Bundesstaat Georgia mit 20.385 Einwohnern (Stand: Volkszählung 2020). 

## Geographie
Der CDP liegt in der Metropolregion Atlanta.

## Demographische Daten
Laut der Volkszählung von 2020 lebten im Ort 20.385 Einwohner. 62,5 % der Bevölkerung bezeichneten sich als Weiße, 13,8 % als Afroamerikaner, 0,5 % als Indianer und 10,4 % als Asian Americans. 4,6 % gaben die Angehörigkeit zu einer anderen Ethnie und 8,2 % zu mehreren Ethnien an. 10,4 % der Bevölkerung bestand aus Hispanics oder Latinos.